# Theerhütte
Theerhütte ist ein Wohnplatz im Ortsteil Letzlingen der Stadt Gardelegen und liegt im Altmarkkreis Salzwedel in Sachsen-Anhalt.

## Geographie
Der Wohnplatz Theerhütte liegt etwa zwei Kilometer nordöstlich von Letzlingen direkt an der Colbitz-Letzlinger Heide am Südrand der Altmark in einer Höhe von 72 Metern. Die Wanneweh fließt nach Südwesten in den Wannegraben.

## Geschichte
Im Jahre 1772 wurde eine TherHütte in Letzling, Amt (Kloster) Neuendorf, erstmals erwähnt. Weitere Nennungen sind 1790 Lezlinger Theerhütte, 1804 Letzlingischer Theerofen, 1820 Theerofen, 1873 Colonie Theerhütte und 1958 Theerhütte.
Der Ort gehörte – zusammen mit Letzlingen – anfangs zum Tangermündeschen Kreis, von 1807 bis 1813 zum Landkanton Gardelegen, dann ab 1816 zum Kreis Gardelegen. Ab etwa 1885 bis 1929 war der Ort zweigeteilt, das Förstereigehöft gehörte zum Gutsbezirk Letzlingen der andere Teil zur gleichnamigen Landgemeinde. Am 30. September 1929 wurde der Gutsbezirk Letzlingen aufgelöst, das Förstereigehöft Theerhütte wurde in die Landgemeinde Letzlingen eingegliedert.
Hier wohnten einst Teerkocher, Pottaschenbrenner, Köhler und Waldarbeiter mit kleiner bäuerlicher Wirtschaft.
| Einwohnerentwicklung                | Einwohnerentwicklung | Einwohnerentwicklung | Einwohnerentwicklung | Einwohnerentwicklung | Einwohnerentwicklung | Einwohnerentwicklung | Einwohnerentwicklung | Einwohnerentwicklung | Einwohnerentwicklung | Einwohnerentwicklung |
| ----------------------------------- | -------------------- | -------------------- | -------------------- | -------------------- | -------------------- | -------------------- | -------------------- | -------------------- | -------------------- | -------------------- |
| Jahr                                | 1772                 | 1790                 | 1798                 | 1818                 | 1840                 | 1871                 | 1885                 | 1895                 | 1905                 |                      |
| Theerhütte                          | 18                   | 26                   | 29                   | 31                   | 53                   | 62                   |                      |                      |                      |                      |
| Theerhütte, Landgemeinde Letzlingen |                      |                      |                      |                      |                      |                      | 43                   | 47                   | 52                   |                      |
| Theerhütte, Gutsbezirk Letzlingen   |                      |                      |                      |                      |                      |                      | 06                   | 05                   | 05                   |                      |

Quelle:
| Jahr | Einwohner |
| ---- | --------- |
| 2012 | [0]38     |
| 2021 | [0]41     |
| 2022 | [0]41     |

## Don, der sprechende Hund
Der sprechende Hund „Don“ des kaiserlichen Försters Hermann Ebers machte Theerhütte am Anfang des 20. Jahrhunderts berühmt. Der Hund konnte Worte wie „Ruhe“ oder „Kuchen“, wie sogar in der New York Times zu lesen war. Im Jahre 1910 wurde das Phänomen wissenschaftlich untersucht. Die Tonaufnahmen sind überliefert.
In der Letzlinger Chronik heißt es, Ebers Tochter Marta reiste mit ihrem vierbeinigen Wunderhund um die halbe Welt, sie trat in Amerika, Australien und Russland in Varietes auf.